# Jarząbkowa Przehyba
Jarząbkowa Przehyba (słow. Sedielko pod Mlynárovou strážnicou, ok. 2003 m) – płytka przełączka w masywie Młynarza w słowackich Tatrach Wysokich. Znajduje się w jego głównej grani pomiędzy najbardziej północnym Młynarzowym Zębem (ok. 2040 m) a niepozornym, mało wybitnym Jarząbkowym Zwornikiem (2005 m). W kierunku południowo-wschodnim opada z przełączki trawiasta depresja prowadząca na Młynarzową Ławkę. 
Z  Młynarzowej Przehyby przez Jarząbkowy Zwornik, Jarząbkową Przehybę, Młynarzowe Zęby, Młynarzowe Wrótka i Pośredniego Młynarza prowadzi droga wspinaczkowa na szczyt Wielkiego Młynarza (0+ w skali tatrzańskiej, czas przejścia 1 godz.). Masyw Młynarza jest jednak zamknięty dla turystów i taterników (obszar ochrony ścisłej Tatrzańskiego Parku Narodowego).
Autorem nazwy przełączki jest Władysław Cywiński.